# Chhuk
Chhuk es uno de los ocho distritos que forman la provincia camboyana de Kompot, con una población estimada en marzo de 2008 de 99 587 habitantes. Está dividido en las siguientes  comunas (khum), que se muestran asimismo con población estimada de 2008:
- Baniev 5,161
- Boeng Nimol 5,819
- Chhuk 7,879
- Doun Yay 5,514
- Krang Sbov 4,983
- Krang Snay 9,685
- Lbaeuk 7,967
- Mean Chey 4,010
- Nareay 5,059
- Satv Pong 7,607
- Ta Kaen 13,678
- Tramaeng 5,950
- Trapeang Bei 5,860
- Trapeang Plang 10,415[1]